# ラブマターズ
ラブマターズは、カトリック信者のJ.T.フィンによって設立された、アメリカ・カリフォルニア州に支部を置く純潔運動団体。活動は主にネット上が中心。婚前交渉と中絶問題をセットにして扱っており、ジェシカ・シンプソンをはじめとする歌手やモデルなど芸能人のメッセージを集め若者の心を捉えている。チーフ・エディターのフィン自身も、1996年にローマで行われた国際プロライフ協議会にて力強いスピーチを行い、注目を集めた。